# São Paulo (állam)
São Paulo állam Brazília délkeleti régiójában található. Minas Gerais, Paraná, Rio de Janeiro, Mato Grosso do Sul államokkal és az Atlanti-óceánnal határos. A brazil lakosság 21,9%-a lakik itt, és az ország GDP-jének 33,9% -át termeli.

## Kormányzó
Az állam kormányzója a 2022-es São Pauló-i kormányzóválasztás óta Tarcísio de Freitas.

## Földrajzi adatok
- Területe 248 222 km², mellyel az Egyesült Királysághoz (UK) hasonló méretű
- Becsült lakossága 2015-ben: 44 396 484 fő[2]
- Népsűrűsége 179 fő/km²
- Székhelye: São Paulo

## Népesség
| Lakosok száma | 41 252 160 | 41 901 219 | 43 663 669 | 44 035 304 | 45 094 866 | 45 595 497 | 44 411 238 |
|               | 2010       | 2012       | 2013       | 2014       | 2017       | 2018       | 2022       |

## Fordítás
- Ez a szócikk részben vagy egészben  a   São Paulo című portugál Wikipédia-szócikk fordításán alapul.  Az eredeti cikk szerkesztőit annak laptörténete sorolja fel. Ez a jelzés csupán a megfogalmazás eredetét és a szerzői jogokat jelzi, nem szolgál a cikkben szereplő információk forrásmegjelöléseként.